# Freddy Eastwood
Freddy Eastwood (Basildon, 29 ottobre 1983) è un ex calciatore gallese, di ruolo attaccante.